# Битва на озері Борньє

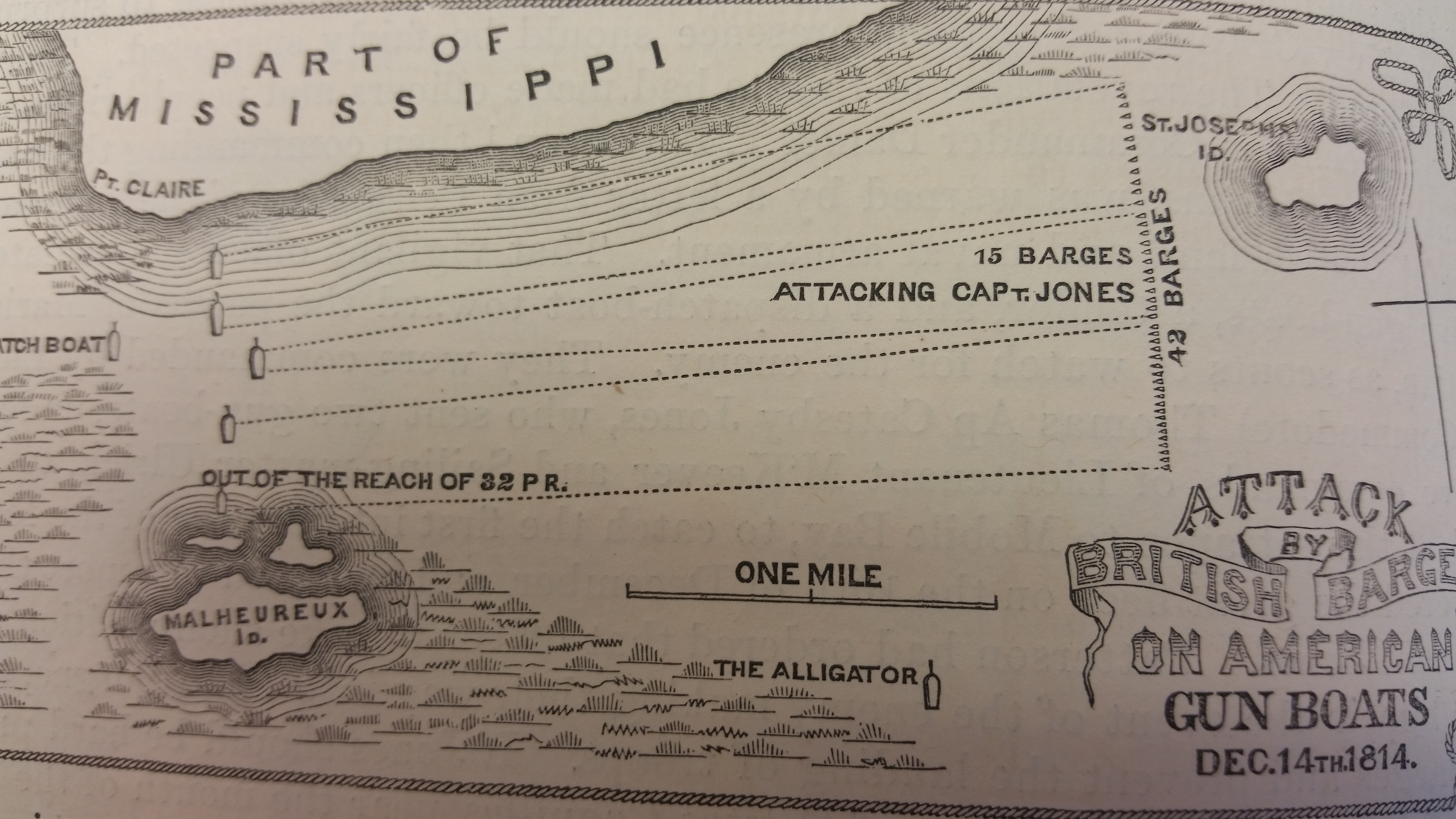
Битва нак озеро Борньє

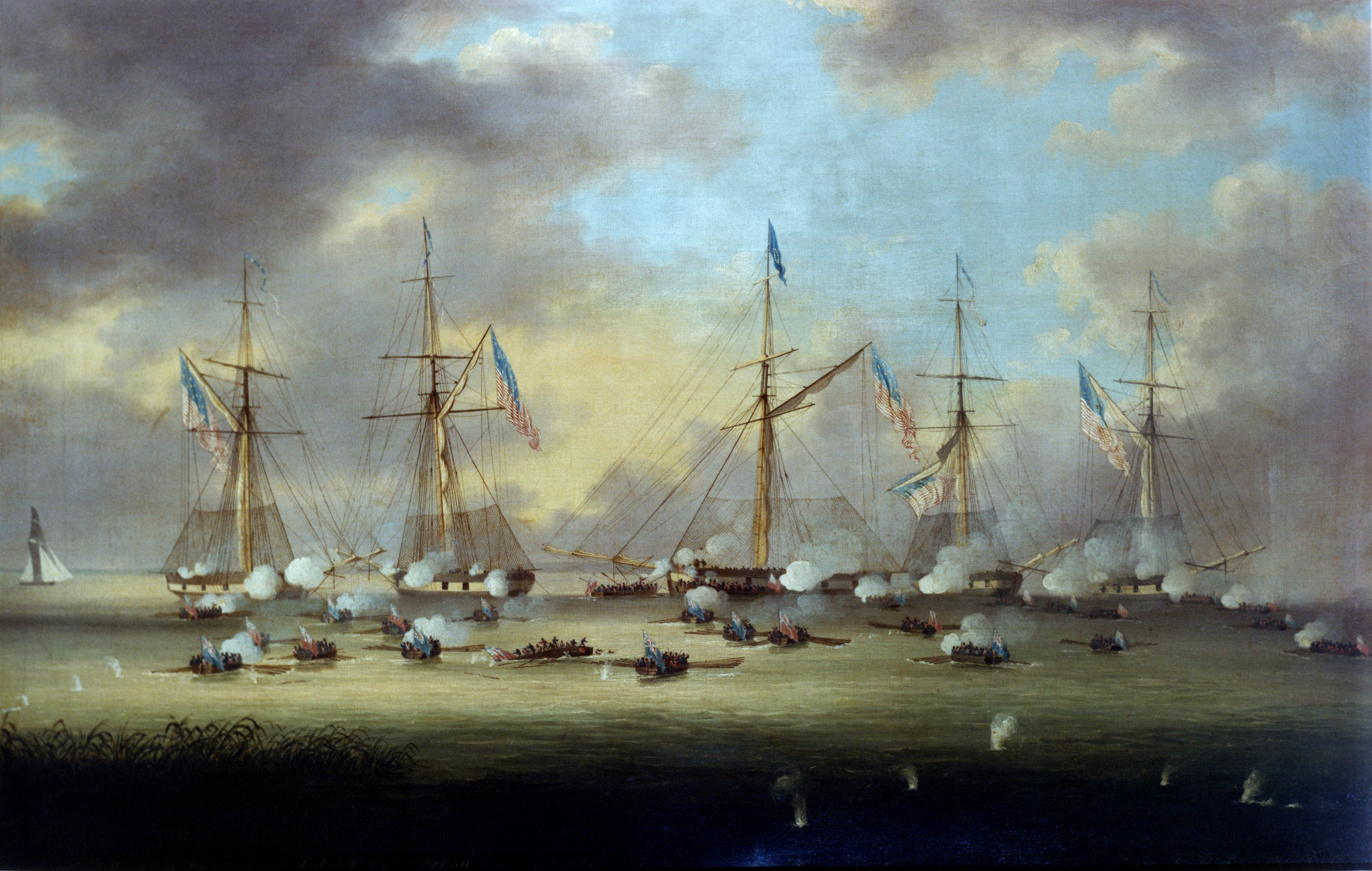
«Битва на озері Борньє», картина Томаса Л. Хорнбрука, написана у кінці 1840-х.

Битва на озері Борньє (Borgne) відбулася Королівським флотом і Королівськими морськими піхотинцями з одного боку та ВМС США та морськими піхотинцями США з іншого на Південному театрі англо-американської війни 1812 року. Вона 14 грудня 1814 року на озері Борньє, і дозволило англійцям атакувати Новий Орлеан через десять днів.

## Контекст
Невдача британської атаки у вересні на Форт Бовуер завадила британцям окупувати Мобайл, штат Алабама, який мав стати пунктом висадки десанту, призначеного для припинення сухопутної торгівлі США через сушу у напрямку річки Міссісіпі. Далі англійці вирішили напасти на Новий Орлеан. Американці почали отримувати попередження про те, що британський флот наближається до Луїзіани. Попередження дійшли до комодора Даніеля Паттерсона з ескадри Нового Орлеана, який негайно почав збирати всі наявні сили для захисту водних шляхів і морських портів штату.
Коли британські сили під командуванням адмірала Александра Кохрейна наблизилися до узбережжя Луїзіани 9 грудня, Паттерсон направив лейтенанта Томаса ап Катсбі Джонса на чолі невеликої флотилії на патрулювання озера Борньє. Флотилія складалася з п'яти так званих «джеферсонівських» канонерських човнів No. 156, No. 163, No. 5, No. 23, and No. 162, шхуни USS Sea Horse під командуванням вітрильного майстра (унтер-офіцерський чин) Джонсона, та двох шлюпів, USS Alligator та USS Tickler, які використовувались як тендери. Канонерський човен No. 156 був флагманом флотилії та ніс одну довгоствольну 24 фунтову гармату, чотри 12-ти фунтові карронади та вертлюжні гармати. Екіпаж складав 41 особу. У цілому флотилію 245 осіб, 16 довгих гармат, 14 каронад, дві гаубиці та 12 вертлюжних гармат.
Кохрейн наказав HMS Seahorse, Armide та Sophie перейти з Пенсаколи до озера Борньє. Вони мали рухатися до байо (стариця) Каталан, чи Де Печер на вході до озера, розташованому за 97 кілометрів від місця стоянки британської ескадри. Місце призначення цих кораблів повинно було бути місцем висадки для нападу на Новий Орлеан.
Після походу розвідники повідомили, що коли кораблі проходили острів Кет на Міссісіпі, їх обстріляли два американські канонерські човни. Крім того, спостерігачі на щоглах бачили ще три американських кораблі. Коли ескадра з'явилася 11 грудня, Кохрейн вирішив знайти і атакувати американців.
Кохрейн зібрав всі човни британської ескадри і поставивши на чолі командера Ніколаса Лок'єра (Lockyer) з Sophie, та наказав знайти і розгромити американську флотилію. У операції взяли участь човни з кораблів Tonnant, Norge, Bedford, Royal Oak, Ramillies, Armide, Cydnus, Seahorse, Trave, Sophie, Belle Poule, Gorgon, Manly та Meteor. Британці відправили 42 довгих човни, баркаси та баржі з 12, 18 чи 24 каронадою на кожній відповідно, а також три гічки з довгоствольною 12 фунтовою гарматою кожна.
До складу екіпажів човнів входило 1200 моряків та королівських морських піхотинців. Вночі 12 грудня британські човни під командуванням Лок'єра направилися до входу в озеро Борньє. Перш ніж дістатися до озера Борньє, вони стикалися з озброєною єдиною гарматою шхуною Sea Horse. Шхуна мала знищити пороховий склад в Бей Сент-Луїс, щоб запобігти його захопленню Королівським флотом. Шхуна, захищена береговою батарею, відбила дві атаки довгих човнів Лок'єра, але потім була спалена екіпажем тієї ж ночі, щоб запобігти захопленню британськими кораблями.

## Битва
Після веслування впродовж близько тридцяти шести годин британці знайшли п'ять американських суден, розміщених так, щоб перекрити канал між островом Мальюро та Пойнт-Клер на березі. Коли британці просунулися, вони помітили Alligator і негайно відправили кілька довгих човнів під командуванням капітана (тут посада, а не звання) Робертса, щоб відрізати корабель. Британці швидко захопили його. О 10 годині ранку 14 грудня човни наблизилися на відстань пострілу з довгої гармати до осторову Сейнт-Жозеф. У цей момент Лок'єр наказав екіпажам човнів поснідати.
Лок'єр сформував з човнів у три підрозділи. Він взяв командування над першим і призначив капітана Монтресора з Manley командування другого, а капітана Робертса з Meteor третім. Коли британці закінчили сніданок, вони повернулися до весел і рушили на ворога. Основний бій стався о 10:30 ранку. Американці в канонерських човнах побачили, як британці веслують до них і відкрили вогонь. Британці веслували проти сильної течії та під сильним вогнем ядер і шарпнелі.
Американці намагалися випустити якнайбільше зарядів, поки човни наближалися. Вони змогли затопити два довгих човни атакуючих і пошкодили багатьох інших. Обстріл призвів до помітних втрат серед британців, зокрема були вбиті чи поранені більшість екіпажу в човні Лок'єра. Врешті-решт човни наблизилися, і англійські моряки та морські піхотинці почали сідати на американські судна. Лок'єр особисто висадився на канонерський човен № 156, корабель Джонса. У рукопашній сутичці обидві сторони використовували абордажні шаблі, піки, багнети та мушкети. І Лок'єр, і Джонс отримали важкі поранення.
Британці захопили канонерський човен № 156 і повернули його гармати проти інших американських кораблів. Один за одним британці взяли й інші чотири американські канонерські човни. Висадка та захоплення всієї американської флотилії зайняли п'ять хвилин.
Tickler, невеликий п'ятдесятитонний шлюп, стояв на якорі на невеликій відстані за п'ятьма канонерськими човнами, спостерігаючи за боєм, але не брав у ньому участі за наказом Джонса. Коли капітан побачив, що британці захопили всі п'ять американських канонерські човни, він затопив і підпалив своє судно. Невідомо, чи екіпаж був захоплений чи втік до Нового Орлеана.

## Наслідки
Битва тривала близько двох годин, хоча власне рукопашний бій тривав лише п'ять хвилин. Британці змусили капітулювати американських моряків, над якими мали значну чисельну перевагу, але американці завдали значної шкоди нападникам. Британці здобули контроль над озерами, але затримка дала генералу Ендрю Джексону більше часу для посилення оборони Нового Орлеану. За словами британців, американці втратили свої канонерки та шлюп та мали 10 вбитих, 35 поранених та 86 полонених; і 60 вбитих, поранених та полонених за словами американців. Джонс три місяці був військовополоненим, а згодом отримав нагороду за свою хоробрість та затримку англійського наступу.

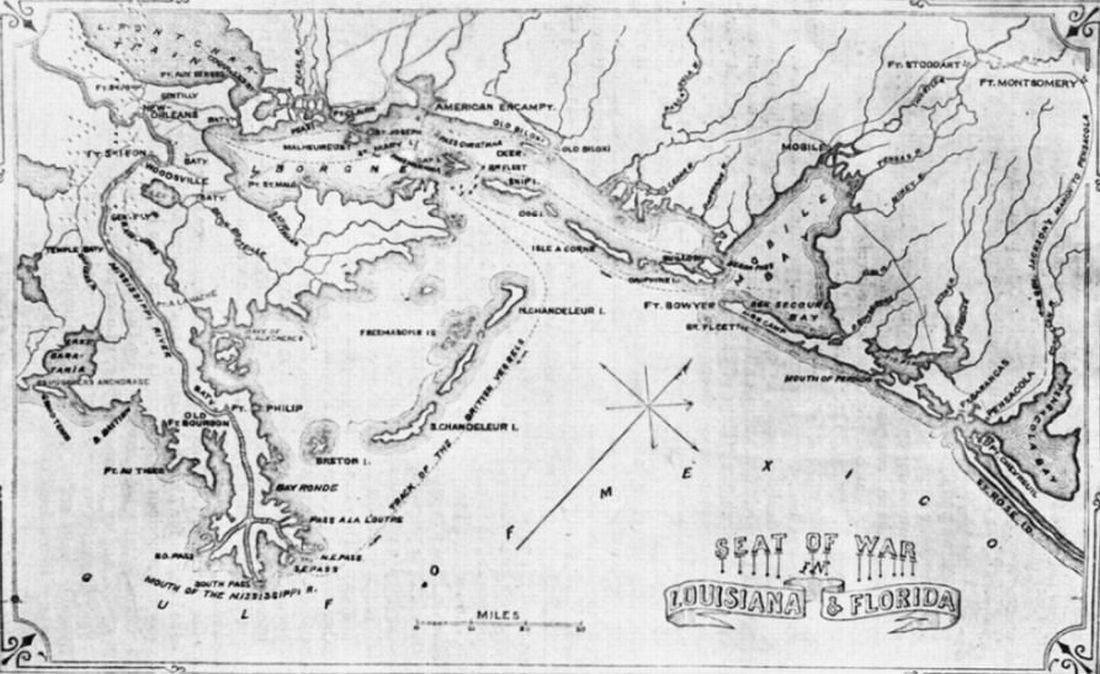
Карта з озером Борн'е, Новим Орлеаном та прилеглими територіями

Британці повідомили, що в боях вони втратили 17 загиблих та 77 поранених, частина з яких померла пізніше. Капітан Лок'єр був серед поранених. Британці також втратили два потоплених човни і постраждали кілька інших. Спочатку американці заявляли, що британці зазнали близько 300 вбитих чи поранених, а також втратили чотири потоплені човни. Кокрейн оцінив захоплену флотилію як еквівалент 36-гарматного фрегата і призначив Лок'єра командувати нею, як тільки його рани дозволять. Монтресора призначили тимчасовим командиром; у березні 1815 року Лок'єр отримав підвищення звання до капітана.
Британці включили захоплені канонерські човни до складу флоту під назвами Ambush (or Ambush No. 5), Firebrand, Destruction, Harlequin та Eagle. Частина цих кораблів залишалася на службі у Королівському флоті до червня 1815 і принаймні один — і після завершення бойових дій.
Озеро Борньє стало місцем висадки британських військ, які готувалися до атаки на Новий Орлеан. Після того, як населення міста дізналося про на озері Борньє, паніка охопила частину населення Нового Орлеана і Ендрю Джексон вимушений був оголосити воєнний стан.

### Медаль
У 1847 р. Королівський ВМС випустив або планку для медалі Військово-морського флоту з позначкою "14 грудня. Служба на човні 1814 «. На неї могли претендувати ті, хто взяв участь у відповідному бою. За нагородою звернулися 205 учасників бою.